# 加藤響 (フェンシング選手)
加藤 響（かとう ひびき、2001年8月2日 - ）は、日本の愛知県安城市出身の男子フェンシング選手。

## 概要
愛知工業大学名電高等学校卒業。IH準優勝。2018年ブエノスアイレスユースオリンピックに出場し、結果は5位であった。
中央大学卒業後の2024年4月1日、オリエンタル酵母工業株式会社に入社。